# Petrorossia stackelbergi
Petrorossia stackelbergi är en tvåvingeart som beskrevs av Zaitzev 2000. Petrorossia stackelbergi ingår i släktet Petrorossia och familjen svävflugor. Inga underarter finns listade i Catalogue of Life.